# Regīna Ezera
Regīna Ezera (skutečným jménem Regīna Kindzule, rodné jméno Regīna Šamreto, 20. prosince 1930 – 11. června 2002) byla lotyšská spisovatelka, prozaička, esejistka, autorka mnoha uměleckých recenzí a rozhovorů. Pracovala také jako překladatelka a básnířka. Její díla obsahují dojmy snů, vizí, proud vědomí. Je považována za jednoho z nejdůležitějších autorů lotyšské psychologické prózy 20. století.

## Životopis
Regīna Ezera se narodila v Rize roku 1930 do rodiny tesaře Roberta Šamreta a jeho manželky Lucie. Její otec byl polsko-německého původu, zatímco matka pocházela z polsko-lotyšské rodiny, jejím mateřským jazykem byla polština. Na konci druhé světové války, konkrétně roku 1944, odcestovala se svými rodiči do Německa a vrátila se až v říjnu 1945. Od roku 1950 studovala na Katedře žurnalistiky Lotyšské univerzity. V roce 1951 se vdala za Jēkabse Lasenberga, kterému porodila dvě dcery – Inese a Ilze.
Svého času pracovala pro noviny „Pionieris“ (1954–1957) a pro časopis „Bērnība“, ve kterém v roce 1955 také publikovala svou hru „Pat īkšķis“. V roce 1958 se vdala za Česlava Kindzulu, se kterým měla dceru Aiju. V roce 1961 byla vydána její sbírka příběhů „Un ceļš vēl kūp“.
Zemřela 11. června 2002 ve svém venkovském domě v Briezi.
Její dcera Aija Amoliņa je prozaičkou a překladatelkou.

## Překlady do češtiny[5]
Vasara bija tikai vienu dienu (Liesma,1974) - Léto dlouhé jeden den (1976, Lidové nakladatelství, přeložil Vojtěch Gaja)
Aka (1976) - Studna (1978, Svoboda, přeložil Vojtěch Gaja)